# Милослободка
Милослободка — исчезнувшая ныне деревня в Хиславичском районе Смоленской области России.
Находилась между существующими поныне деревнями Шимоновка,  Шатиловка и Черепово. Недалеко от деревни находился исток речки Выдра. В 13 км к юго-западу расположен посёлок Хиславичи.

## История
На карте к Плану Генерального Межевания Смоленской Губернии 1780-1790 годов отмечена деревня Малая Слободка, Заболотье тож.
В Списке Населённых Мест Смоленской Губернии от 1859 года, она носит название Заболотье, входит в Рославльский уезд и имеет 6 дворов и 60 жителей . (Не стоит только путать с другим Заболотьем, находившимся в нескольких километрах западней. Судя по всему оно носило №9973, а описываемое в настоящей статье № 9972. Про него смотри Заболотье).
На картах по данным на 1871 деревня также называется Заболотье, но в списке помещичьих имений 1860 года она названа Малая Слободка и входит в имение помещика Шевандина П.А..
На картах РККА 1924,1926 годов она уже названа Милослободка и считается, что имеет 39 дворов.
Под названием же Милослободка деревня обозначена в справочнике административно-территориального деления Смоленской области от 1981. И согласно ему на 1978 год она ещё существовала .
Но на карте Госгисцентра от 2010 года на месте деревни отмечено только урочище Заболотье 2-е.